# Étymologie de religion
Cet article traite des étymologies latines du terme religion, pour l'histoire sémantique du mot voir : Religion (histoire des idées)
La littérature latine de l'Antiquité a transmis plusieurs étymologies du mot « religion ». Les plus citées aujourd'hui sont relegere signifiant « relire » et « reprendre pour choix de nouveau » et religare signifiant « relier ». Ces étymologies se trouvent dans les œuvres de Cicéron qui cite l'étymologie relegere (en l'ayant peut-être tirée d'une œuvre disparue de Varron), Servius qui cite l'étymologie religare, Lactance qui défend l'étymologie religare contre celle donnée par Cicéron, et Saint Augustin qui propose des interprétations de l'une et de l'autre. Plus tard, Isidore de Séville puis Saint Thomas d'Aquin ont cité et repris les interprétations de Saint Augustin. 
Les idées de « lien » ou de « relecture » n'indiquent pas à elles seules la signification que les auteurs entendent faire valoir en donnant l'une ou l'autre étymologie. Lactance puis Augustin, lorsqu'ils écrivent que religion vient de relier (religare), font valoir que la religion devrait être « ce qui relie à Dieu et à lui seul ». Par ailleurs Augustin rejette la religion envisagée comme « lien social », mais aujourd'hui l'étymologie religare est souvent donnée à l'appui de cette idée. L'étymologie « relire » (relegere) initialement donnée par Cicéron a reçu de nombreuses interprétations. Cicéron donne son argument étymologique dans un jeu de mots, en faisant valoir que la religion est de l'ordre de l’intelligence, de la diligence et de l’élégance (distinction), au contraire de la superstition. Reprenant les mots de Cicéron, Augustin estime que la religion est diligence par opposition à la négligence. Augustin prend par ailleurs l'idée de relecture comme une « relecture de Dieu en soi », une médiation. Il introduit enfin dans ses arguments étymologiques sur la religion l'idée de choix, la religion devant être pour lui un « choix renouvelé de Dieu ». Pour cela, il transforme légèrement l'étymologie religere (relire) en re-eligere (réélire). Thomas d'Aquin y verra une troisième étymologie. Commentant directement le texte de Cicéron, Jean Calvin considère que la religion est de l'ordre de la mesure par opposition à l'excès. Enfin, par rapport à la connaissance actuelle de la religion des Romains, il est aussi possible de prendre l'idée étymologique de « relecture » dans le sens rituel, le mot viendrait de la pratique de « relire » les rites effectués pour s'assurer que cela a été bien fait. 
Le terme religere renvoie aussi à reprendre de nouveau comme choix. Il s'agit de reprendre sa foi de nouveau, de la choisir de nouveau. Par exemple, la négation du péché au quotidien en actualisant, au sens sartiren, le péché quotidiennement par sa négation revient à rependre de nouveau sa foi par la pratique. 
Ainsi, vivre quotidiennement sous l'égide du péché en le niant quotidiennement est garant de la notion de religere et est le fondement de la religion. C'est de reprendre son choix lié à la religion par sa pratique et de garder la foi en la notion du croire par l'actualisation d'actions qui fondent le filigrane dont l'assise est axiophanique, terme provenant de axios, en grec, valeur, et phanein, manifestation. Ce terme renvoie au terme hiérophanie de Mircea Eliade et signifie la manifestation du sacré, hieros, sacré. Religere renvoie donc à l'axiophanie de la religion.
Tandis que les auteurs médiévaux citaient ces deux étymologies sans les considérer opposées l'une à l'autre, les discussions sur la question de savoir laquelle des deux est la vraie ont pris leur essor au XIXe siècle. L'ensemble des occurrences du terme religion dans les textes latins les plus anciens ont alors été étudiées pour y découvrir le sens véritable du mot dans son origine. Il en est ressorti que le terme religio aurait été originellement connoté de l'idée de « crainte superstitieuse » ou de « scrupule de conscience ». L'idée de scrupule a dès lors été associée à l'étymologie relegere, notamment par Salomon Reinach puis par Émile Benveniste. Ce dernier jugeait en outre l'étymologie religare « fausse » et « d'invention chrétienne », tandis qu'il estimait, à partir de l'étymologie relegere, que la religion devait être de l'ordre d'une reprise sur soi ou du recueillement. Il n'y a aucun argument décisif qui permette de savoir si l'une des étymologies est « vraie », ni pour déterminer si l'une est plus romaine ou chrétienne que l'autre. Aujourd'hui, dans les études francophones c'est l'étymologie relegere qui est considérée comme généralement admise, tandis que dans les études anglophones c'est plutôt celle de religare.
L'étude d'Émile Benveniste sur les étymologies de religion dans Le Vocabulaire des institutions indo-européennes est de loin le document le plus cité et le plus autorisé sur ce sujet. Il a aussi de ce fait été très critiqué, notamment par Jacques Derrida qui estime qu'il relève d'une série de scandales logiques ou de paradoxes.

## Valeur des arguments étymologiques
Pour Daniel Dubuisson, la démarche consistant à s'appuyer sur les étymologies pour déterminer l'origine de l'idée de religion, pour habituelle qu'elle soit, « a tendance à minimiser ou à annuler le rôle de l'histoire, de ses continuels modifications et infléchissements, en cherchant à préserver un lien essentiel entre l'acception actuelle, vivante, d'un mot et son hypothétique acception première élevée au rang de donnée fondatrice originelle. » La signification du mot religion a en effet beaucoup évolué au cours de l'histoire. Celle qu'il a aujourd'hui dépend fortement du fait qu'il a commencé à être employé au tournant des XVIe et XVIIe siècles pour désigner les confessions religieuses ou Églises apparaissant en s'opposant les unes aux autres dans le mouvement des réformes religieuses. Le terme religion sert depuis à désigner « des religions », c'est-à-dire des ordres réputés distincts et inconciliables dans lesquels est recommandé ce qu'il faut faire et ce qu'il faut croire, et c'est le plus souvent en fonction de ce que sont ces religions que l'on cherche à comprendre ce qu'est la religion. Les réalités que l'on appelle aujourd'hui « religions » n'ayant jamais été conçues ni désignées comme telles avant la fin du XVIe siècle, il est douteux que l'on puisse trouver dans des textes latins de l'Antiquité une signification du terme religion directement applicable à ce qui s'appelle aujourd'hui religion. 
Dans l'Antiquité, donner un argument étymologique revenaient à faire valoir le « sens vrai des mots » (ἔτυμος/vrai - λογία/langage). Sur la forme, les étymologies sont des rapprochements entre deux mots : tel mot vient de tel autre mot. Le rapport établi entre ces mots est « idéal plus que réel », l'argument permettant ainsi de faire valoir ce que devrait être la chose plutôt qu'il ne dit ce qu'elle est. Les livres V à VII du De la langue latine de Varron témoignent de ce que l'habitude de donner des arguments étymologiques pouvait être adossée à des théories d'origine stoïcienne. Cependant, la pratique de citer des étymologies déborde largement le cadre d'une « science étymologique » que souhaitait Varron. Il s'agit plus largement d'un moyen auxiliaire dans les argumentations. L'argument étymologique est occasionnel mais fréquent dans la littérature latine antique et peut se trouver dans n'importe quel type de discours. Les écrivains latins connaissent à peu près tous les mêmes étymologies puisqu'ils les tiraient de quelques recueils établis à cet usage, en particulier ceux de Varron. Au VIIe siècle Isidore de Séville a constitué une nouvelle somme des étymologies circulant à son époque. 
Au XVIIe siècle l'étymologie commence à intéresser en tant que discipline et l'on cherche à en faire une science tout en rejetant les théories antérieures. Mais selon Paul Zumthor l'étymologie n'a jamais été valablement constituée en science malgré les efforts que Turgot et d'autres y ont consacré Il estime que l'étymologie peut être considérée comme un « loisir lettré » ou un art. Pour Bernard Dupriez : « en rhétorique l'étymologie est presque toujours fausse, et si elle prend la forme d'un argument qui ne prouve rien, elle dit beaucoup ». 
Alors que la sémantique du mot religion pose aujourd'hui des « problèmes redoutables » aux spécialistes des sciences des religions, certains auteurs tels que Camille Tarot continuent d'avoir recours aux étymologies pour établir une définition du terme. D'autres auteurs, tels que Pierre Gisel ou Jean Grondin, retiennent les passages des textes anciens dans lesquels il est question de ces étymologies comme des sources historiquement situées et qui comptent parmi celles qui peuvent être utilisées pour chercher à comprendre aujourd'hui ce que pouvait signifier le terme latin religio à l'époque de Cicéron, de Lactance ou d'Augustin. Jean Grondin signale par ailleurs qu'une étymologie n'est pas une définition, et qu'il est faux de dire que Cicéron aurait défini la religion comme relecture.

## Étymologies de religion dans la littérature latine

### Argument étymologique de Cicéron

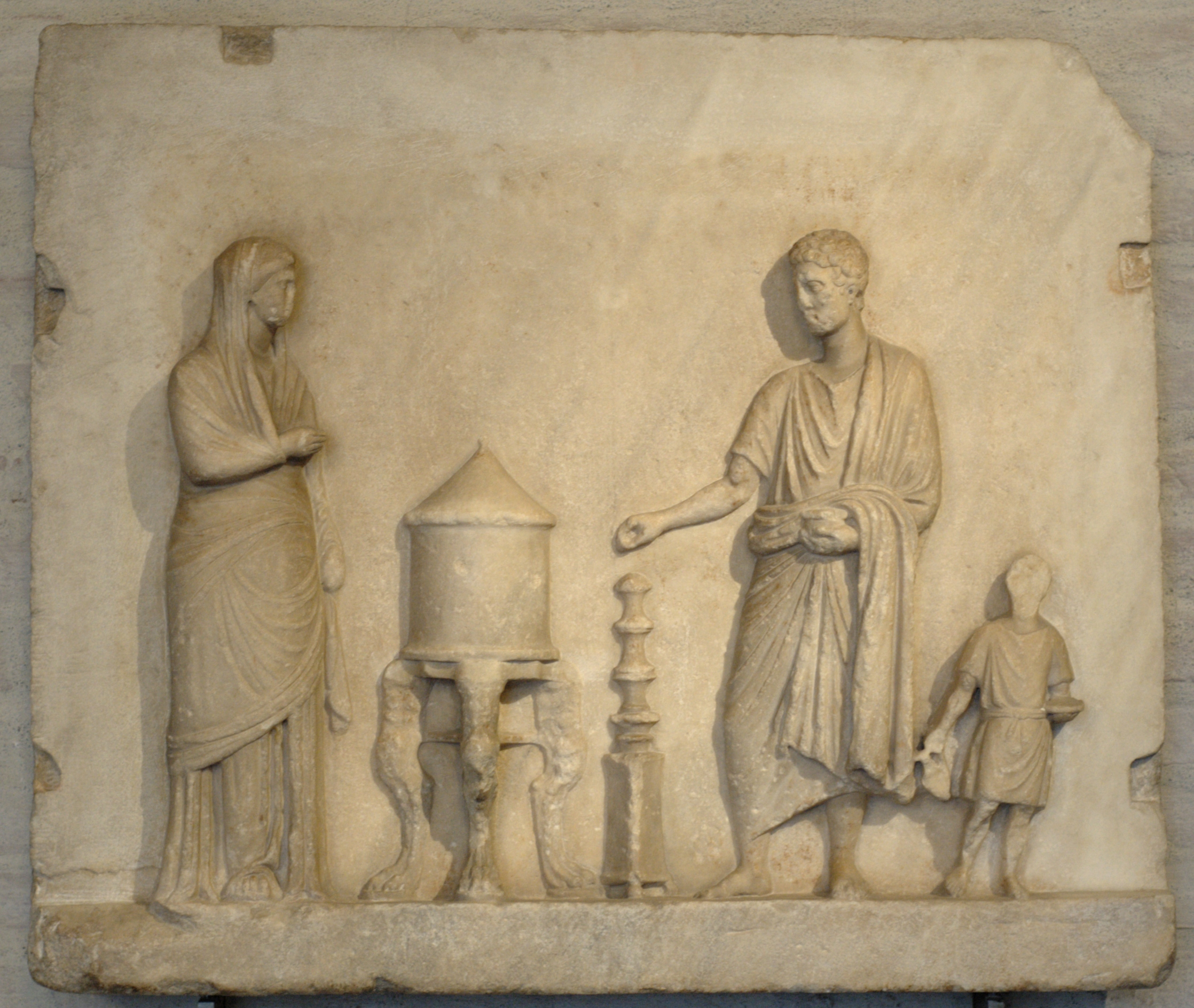
Un culte à Rome.

Le De Natura Deorum de Cicéron est un dialogue où sont exposées les opinions de différentes écoles de philosophie sur les dieux et sur le culte qui leur est rendu. Le passage dans lequel se trouve l'étymologie conclut le développement d'un philosophe stoïcien, Quintus Lucilius Balbus, qui cherche à montrer que la critique des mythes par les philosophes grecs a pour équivalent le rejet de la superstition chez les Latins. Opposant religion et superstition, il soutient que le fait d'être religieux chez les Romains est une qualité comparable à celle d’être philosophe chez les Grecs : 

« Ce ne sont pas les philosophes seuls, ce sont aussi nos ancêtres qui ont distingué la religion de la superstition. Ceux qui, des journées entières, adressaient des prières aux dieux et leur immolaient des victimes pour que leurs enfants leur survécussent (superstites essent) on les a qualifiés de superstitieux (superstitiosi) ; ce mot a pris plus tard un sens plus étendu. Ceux qui en revanche s’appliquaient avec diligence au culte des dieux, en le reprenant et en le relisant, méritaient le qualificatif de religieux qui vient de relire (religiosi ex relegendo) comme élégant d'élire (elegantes ex eligando), diligent d’être zélé (ex diligendo diligentes), intelligent d'entendre (ex intelligendo intelligentes). On retrouve dans tous ces mots l'idée d'un legendi comme dans religieux. Entre superstitieux et religieux, il y a donc cette différence que le premier de ces vocables désigne une faiblesse (vitii : vice, défaut), le second un mérite (laudis : vertu, qualité). »

— Cicéron, De la Nature des dieux, 2, 28, 71.
L’argument concernant la superstition met celle-ci en rapport à une attitude scrupuleuse qui pousse à toujours recommencer les rites à cause d’une crainte exagérée de la mort. Celui concernant la religion est plus développé. Cicéron propose le verbe relego/relegere (relire) comme étymologie de religion. La relecture se comprend ici comme une vérification des rites qui ont été effectués. Au sens littéral, elle peut désigner la relecture de comptes rendus de cérémonies qui accompagnaient l’effectuation de certains rites de la religion romaine. Il s’agit de procès-verbaux qui précisent qui a fait quoi et qui permettent, dans une religion dont les actes avaient une valeur juridique importante, de s’assurer de la validité des cultes en cas de contestation. Par opposition au superstitieux qui recommence toujours les rites par crainte qu’une erreur ou une omission les invaliderait, celui qui est religieux est celui qui accomplit les rites, les relit pour vérifier qu’il les a bien faits, puis considère qu’il est quitte. La différence entre le religieux et le superstitieux serait de l’ordre de celle entre le consciencieux et le scrupuleux. 
Dans sa forme, l'argument étymologique du De Natura Deorum indique une origine supposée du terme religion afin d'introduire les termes d'intelligence, d'élégance et de diligence. Ce que vise l'argument n'est donc pas la pratique qui consiste à vérifier que les rites ont été effectués correctement, mais les qualités qu'il associe à l'idée de religion et qu'il oppose aux excès des superstitieux. Selon Jean Grondin, Cicéron, en employant une série de termes précieux que sont l'intelligence, la diligence et l'élégance, présente la religion comme « un rapport réfléchi, prudent et raisonné au culte des dieux », c'est « une conception rigoureusement philosophique de la religion que défend Cicéron » avec cet argument étymologique.
Insistant sur le fait que dans l'antiquité gréco-romaine, la religion ne peut être envisagée à partir de l'idée de croyance, Pierre Gisel relève dans l'étymologie relire l'idée d'une attitude « de respect et de vénération opposée à la démesure ou à l'hubris. » Il s'agit pour les Romains d'accomplir les rites selon ce que la tradition a établi et selon l'ordre cosmique. Cette manière d'être religieux est foncièrement rituelle. En toute situation, « il y a un rite à accomplir, sans engagement croyant, ni reprise sur soi. » La relecture dont il est ici question ne consiste donc pas en une méditation, comme une relecture intérieure. Cette manière de comprendre le sens de l'étymologie relegere sera proposée plus tard.

### Argument étymologique de Lactance
À la fin du IIIe siècle, Lactance contesta l'étymologie relegere proposée par Cicéron. Dans le quatrième livre des Institutions divines il écrit : « C’est par le lien de piété que nous sommes reliés (religati) et rattachés (obstetrici) à Dieu. C’est de là que religion a reçu son nom, et non pas, comme Cicéron l’a expliqué, du mot relegere. (IV, 28,3) ». Ce n'est pas seulement l'étymologie relegere qui est ici récusée par Lactance mais aussi l'étymologie en tant que « jeu de mots », c'est-à-dire cette façon qu'avait eu Cicéron de glisser d'une idée à une autre en parlant d'élégance, d'intelligence et de diligence, termes de la même famille que relegere mais dont les significations sont finalement assez différentes. Lactance était un ennemi déclaré des artifices littéraires, considérant les joliesses d'écritures comme des séductions trompeuses. Pour qu'il n'y ait aucun doute sur ce dont il parle ici, Lactance donne un synonyme de religare : obstetricare « rattacher », mot qui ne présente aucune consonance avec le précédent mais qui lève toute ambiguïté : la religion doit être ce qui « relie et rattache » à Dieu et rien d'autre. 
Pour Lactance ce qui montre que l'étymologie de Cicéron est « inepte » est la faiblesse de l'argumentation qui l'accompagne. Lactance relève que Cicéron a jugé la superstition comme un défaut parce qu'elle consiste à répéter de nombreuses fois les mêmes actes, tandis que le religieux se contenterait de bien les faire une seule fois. Pour Lactance s'il est bien de prier une fois, il est tout aussi bien de prier dix fois, et s'il est mauvais d'adresser une prière à des dieux qui n'existent pas de nombreuses fois, ce n'est pas mieux de le faire ne serait-ce qu'une seule fois. Lactance prend ensuite la défense des femmes qui veulent que leurs enfants survivent et que Cicéron qualifiait de superstitieuses. Il estime plutôt qu'elles devraient être louées de les aimer davantage et qu'il est de leur devoir de faire tout ce qu'elles jugent utile pour qu'ils vivent, même si elles se trompent en se tournant vers de faux dieux. Pour Lactance, la différence entre religion et superstition n'est donc pas comme Cicéron l'a décrite : « La différence est en ce que la religion a la vérité pour objet, au lieu que la superstition n'a pour objet que la fausseté et le mensonge : il importe davantage de savoir ce que vous adorez, que d'examiner la manière dont vous l'adorez. »
 

Lactance a lui-même rédigé un épitomé des Institutions divines, c'est-à-dire un résumé condensant en un volume ce qu'il avait développé sur sept livres. Dans cet épitomé, il répète que religion vient de « relier », cependant il supprime toute référence à Cicéron, tandis qu'avec la contraction de son texte, sa proposition étymologique se trouve rapportée à une évocation de Platon. Ceci est l'occasion pour Lactance de préciser un point de son argumentation : il ne s'agirait pas de s'opposer aux philosophes mais d'aller au bout de leur logique : 

« Les philosophes ont donc bien vu ce point, mais ils n’en ont pas vu la conséquence : l’homme lui-même Dieu l’a fait pour lui. Puisque Dieu a fait de si grandes œuvres pour l’homme, […] il était logique […] qu’il lui rendit un culte […]. C’est ici que Platon s’est fourvoyé, ici qu'il a perdu la vérité qu'il avait commencée à saisir, quand il garda le silence sur le culte du Dieu qu'il reconnaissait comme « créateur et père du monde », et ne comprit pas que l’homme avait été relié à Dieu par les chaînes de la piété - d’où le nom même de religion -, et que c'est la seule raison pour laquelle les âmes sont créées immortelles. »

— Lactance, Épitomé des Institutions divines, 64,5.
Comme chez Cicéron, l'argument étymologique de Lactance porte sur le rapport entre religion et philosophie. Dans ses écrits, Lactance s'est livré à une critique de la philosophie telle qu'elle est parfois vue comme une entreprise de destruction de celle-ci. Dans son opposition à Cicéron, Lactance le gratifie d'avoir donné une explication « inepte » (IV, 28,3), mais Cicéron était l'un des auteurs les plus appréciés de Lactance et il reste relativement épargné par rapport à d'autres. Malgré sa véhémence, Lactance ne rejette pas complètement la philosophie : il en traite comme de la recherche de la sagesse par les savants tandis qu'il considère la religion comme le guide de la conduite des ignorants, et il défend la nécessité de la philosophie en religion et inversement. Pour Lactance : « les savants se dirigent vers la véritable sagesse et les ignorants vers la véritable religion (I,1.7) ». Cependant, les savants n’ayant pas la vraie religion ne peuvent atteindre la vraie sagesse et les ignorants, par manque de sagesse, tombent dans de fausses religions. Ces derniers ne sont pas foncièrement coupables, « les ignorants et les sots tiennent pour vraies de fausses religions parce qu’ils ignorent la vraie et ne comprennent pas les fausses (II,3,22) ». Lactance prend plutôt leur défense contre des philosophes qui dénoncent la sottise de la religion : « on hésiterait à dire lesquels sont les plus stupides, ceux qui adoptent une religion fausse ou ceux qui n’en adoptent point ». Pour Lactance il faut être à la fois philosophe et religieux sans quoi on n'est ni l'un ni l'autre. 
Selon Pierre Gisel, le motif du lien mis en avant dans l'étymologie de Lactance correspond à l'évolution de la religiosité dans l'Antiquité tardive. Le christianisme fait partie des composantes de la vie religieuse de cette époque, mais c'est la société dans son ensemble qui est passée d'une religion essentiellement rituelle à une religion ou une philosophie de l'interrogation sur soi en « lien » avec ce qui n'est pas soi. L'individu n'est plus seulement une part du cosmos, incité à la sagesse pour préserver l'équilibre du tout, il est membre d'une communauté qui n'est pas toute la cité, il a son réseau de relations, il peut se convertir, avoir ses dieux ou son Dieu : « dans l'Antiquité tardive, la nouvelle forme du religieux dont participe le christianisme est donc centrée sur l'humain, l'individu ou la personne, et le divin lui est directement rapporté ; réciproquement d'ailleurs : l'humain est polarisé par le divin. »

### La synthèse des étymologies chez Augustin

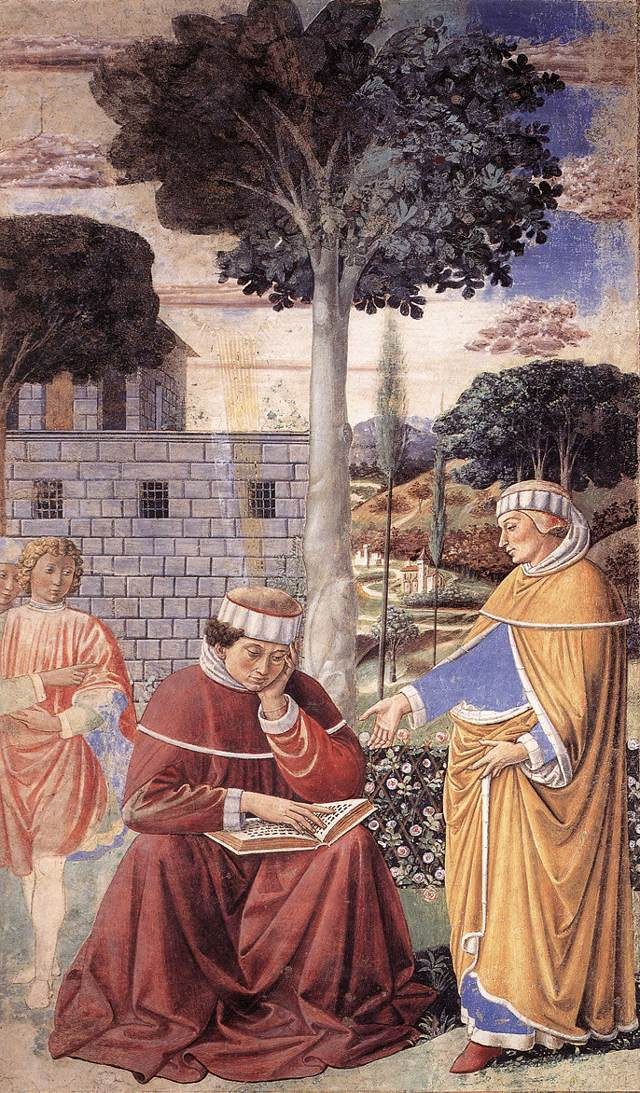
Augustin d'Hippone lisant.

Dans divers passages de son œuvre Augustin fait référence à deux étymologies du mot religion : religare et religere. Lorsqu'il évoque ces étymologies il ne nomme ni Lactance, ni Cicéron, mais il connaissait ces auteurs et leurs œuvres car il les a citées par ailleurs. On remarque d'autre part qu'Augustin n'a pas écrit relegere mais religere. Selon le dictionnaire étymologique de Bréal et Bailly, il s'agit d'une variante orthographique admise dans l'antiquité tardive pour ce terme. Augustin ne donnerait donc pas ici une autre étymologie que celle de relegere que l'on trouve chez Cicéron. Augustin affirme que cette étymologie est donnée par des « études autorisées de la langue latine » sans préciser lesquelles. Il est possible de penser que l'autorité en question soit celle de Cicéron, mais il pourrait aussi s'agir de celle du philosophe et grammairien Varron, le plus grand pourvoyeur d'étymologies de la littérature latine, qu'Augustin a par ailleurs lu et commenté. Les œuvres de Varron sont cependant perdues et c'est sur la base des quelques indices laissés par Augustin, qu'il peut être question d'une étymologie relegere/religere de Varron qui aurait été reprise par Cicéron comme par Augustin.
Dans les Rétractations, Augustin revient sur une phrase du traité De vera religione parce qu’il éprouve le besoin de se justifier d’y avoir employé l’étymologie religare, celle qui avait été défendue par Lactance. Il déclare préférer cette dernière tout en reconnaissant qu'il existe une autre étymologie plus autorisée, celle de religere : 

« J’ai écrit en un autre endroit « Tendons vers le même Dieu, et reliant (religantes) nos âmes à lui seul, ce qui est, à ce que l’on croit, l’étymologie du mot religion, abstenons-nous de tout culte superstitieux. » Je préfère l’étymologie que je cite. Pourtant, il ne m’a pas échappé que des études autorisées de la langue latine ont proposé pour ce mot une autre origine, c'est-à-dire que l’on dise religio à cause de religitur (ce qui est réélu ou relu). Ce mot est un composé de legendo, comme l’est eligendo (élisant / choisissant), de sorte qu’en latin religo (je relis ou je réélis) soit comme eligo (j’élis / je choisis) »

— Augustin, Rétractations, I, 13, 9.
Dans ce bref commentaire de ce qu’il avait lui-même écrit quelques années plus tôt, Augustin cherche à montrer qu'il revient au même d'employer l'étymologie religare ou religere. De la même façon, dans La Cité de Dieu, il reconduira l'étymologie relegere à l'idée d'un lien avec Dieu en utilisant le même procédé littéraire que celui employé par Cicéron et qui consiste à glisser d'idée en idée en choisissant une série de verbes formés sur legere : 

« En l’élisant (eligentes), mieux : en le réélisant (religentes), car négligeant (neglegentes) que nous sommes, nous l’avions perdu –, en le choisissant de nouveau (religentes) – d’où vient, dit-on, religio – nous tendons vers lui par l’amour, afin que l’atteignant, nous trouvions en lui le repos. »

— Augustin, Civ. Dei, X, 3.
Le mot religentes est ici traduit par réélire. Lucien Jerphagnon le traduit par choisir, ce qui est synonyme. Ce terme reste cependant ambigu. Une traduction du XIXe siècle semble considérer que le terme signifie autant « relier » que « relire ». Une note du traducteur indique : « Dans ce passage étrange, saint Augustin parait faire allusion à Cicéron, qui dérive quelque part religio de relegere ». Il propose cette traduction : 

« Nous liant donc à lui, ou plutôt nous y reliant, au lieu de nous en détacher pour notre malheur, le méditant et le relisant sans cesse – d’où vient, dit-on, le mot religion – nous tendons vers lui par l’amour, afin de trouver en lui le repos et de posséder la béatitude en possédant la perfection. »

— Augustin, Civ. Dei, X, 3, trad. Raulx, éd. Guérin 1864-1873.
Augustin insiste ici sur les termes eligere signifiant choisir, ce qui fait que le terme relegere ou religere peut se comprendre non seulement comme une relecture, mais aussi comme une réélection. Augustin reprend ici une idée donnée par Cicéron. Ce dernier avait employé le terme elegere, dans le sens d'une distinction, quelque chose qui serait élu, choisit ou distingué, comme nous disons en français que ce qui est distingué est élégant. Augustin semble donc vouloir démontrer dans ce passage que l'étymologie proposée par Cicéron revient au même que celle défendue par Lactance. Cependant Augustin transforme radicalement l'étymologie de Cicéron car il donne un objet à la relecture et cet objet c'est Dieu. La religion comprise comme relecture en soi est en même temps relation à Dieu, à ce titre elle peut se concevoir comme un exercice spirituel ou une méditation intérieure. Ceci relève de ce que Pierre Gisel énonce comme « l'une des caractéristiques de l'Antiquité tardive : l'intériorisation du religieux ». Il décrit ainsi la religiosité de cette époque : « La religion se fait chemin d'approfondissement ou d'élévation. Elle est exercice spirituel, comme la philosophie du temps. [...] Le christianisme participe de cette conjoncture : ni appartenance à une cité, ni généalogie familiale ; et religion sans sacrifice externe, polarisée au contraire par une question touchant à la vérité de l'accomplissement de soi. »
L'étymologie religare peut servir à défendre l'idée selon laquelle la religion est nécessairement de l'ordre du lien social. Cependant, Augustin, qui déclare préférer l'étymologie religare, a aussi expliqué par ailleurs qu'il n'appréciait pas l'idée selon laquelle la religion soit considérée comme étant de l'ordre du lien social. Il affirme ainsi dans La Cité de Dieu : « Le mot de religion semblerait désigner plus distinctement, non toute sorte de culte, mais le culte de Dieu, et c’est pour cela qu’on s’en est servi pour rendre le mot grec treskeia. Toutefois, comme l’usage de notre langue fait dire aux savants aussi bien qu’aux ignorants, qu’il faut garder la religion de la famille, la religion des affections et des relations sociales, il est clair qu’en appliquant ce mot au culte de la déité, on n’évite pas l’équivoque ; et dire que la religion n’est autre chose que le culte de Dieu, ce serait retrancher par une innovation téméraire l’acception reçue, qui comprend dans la religion le respect des liens du sang et de la société humaine ». Pour Augustin, la religion comprise comme lien devrait être exclusivement lien à Dieu et non pas lien social.

### Commentaires des étymologies par Isidore de Séville, Thomas d'Aquin et Calvin
Après Augustin, des auteurs ont cité les étymologies de Cicéron et de Lactance comme un unique argument tout en se référant à l'interprétation d'Augustin. Dans Les étymologies Isidore de Séville écrit ainsi : « Ce que l'on nomme religion est le lien de servitude par lequel nous relions (religare) notre âme au Dieu unique dans le culte divin. Ce mot est formé à partir de relegendo, c'est-à-dire eligendo, de sorte que les Latins concevaient la religion comme un choix (une élection). » Isidore évoque d'abord l'idée de Lactance en parlant de la religion comme de ce qui relie l'âme à Dieu puis il s'appuie sur l'étymologie de Cicéron pour dire comme Augustin que la religion est un choix.
Dans la Somme théologique Thomas d'Aquin reprend rapidement l'ensemble de ces sources chez Cicéron, Augustin et Isidore de Séville, mais il ne cite pas Lactance. Il distingue trois propositions étymologiques sensiblement différentes, à savoir : la relecture, le choix et le lien. Thomas interprète l'étymologie relegere de Cicéron comme renvoyant à l'idée d'une méditation, il distingue ensuite l'étymologie religere rapportée par Augustin comme une hypothèse distincte de la première, enfin, il attribue l'étymologie de religare à saint Augustin. Pour Thomas, ces trois étymologies tendent vers la même idée :

« Pour définir la religion, Isidore adopte l'étymologie suggérée par Cicéron : « L'homme religieux, c'est celui qui repasse et pour ainsi dire relit ce qui concerne le culte divin. » Religion viendrait donc de « relire », ce qui relève du culte divin, parce qu'il faut fréquemment y revenir dans notre cœur ; selon Proverbe (Pr 3,6): « En toutes tes démarches pense à lui. » Mais on peut aussi entendre la religion du devoir de « réélire » Dieu comme le bien suprême délaissé par nos négligences, dit S. Augustin. Ou bien encore, toujours avec saint Augustin, on peut faire dériver religion de « relier », la religion étant « notre liaison au Dieu unique et tout-puissant ». Quoi qu'il en soit de cette triple étymologie, lecture renouvelée, choix réitéré de ce qui a été perdu par négligence, restauration d'un lien, la religion au sens propre implique ordre à Dieu. Car c'est à lui que nous devons nous attacher avant tout, comme au principe indéfectible ; lui aussi que, sans relâche, notre choix doit rechercher comme notre fin ultime; lui encore que nous avons négligé et perdu par le péché, et que nous devons recouvrer en croyant, et en témoignant de notre foi. »

— Thomas d'Aquin, Somme de théologie, IIa IIae, Q.81.
Dans l'interprétation de Thomas, l'idée de relecture venant de Cicéron est sensiblement détournée ou augmentée. Il cite à l'appui de cette idée un verset biblique du livre de Proverbes « en toutes tes démarches pense à lui ». La relecture dont Cicéron n'avait pas indiqué ce sur quoi elle portait est clairement comprise ici comme une méditation de Dieu.
Jean Calvin a lui aussi commenté l'étymologie du mot religion. Il ne retient que l'hypothèse de Cicéron qu'il estime juste, mais mal argumentée. Calvin se montre ici avoir été un lecteur assez attentif de Cicéron pour reprendre à nouveau frais ce qui était le problème soulevé par Cicéron dans son argument étymologique, à savoir celui du rapport entre religion et superstition comme du rapport entre une qualité et un défaut ou l'excès et la modération :

« Quant au mot de Religion, même si Cicéron le déduit très bien du mot de Relire, la raison qu'il en donne est toutefois forcée et prise de trop loin. C'est [pour Cicéron] que les serviteurs de Dieu ont toujours relu et diligemment médité ce qui convenait de faire. Or j'estime plutôt que ce mot est opposé à la trop grande et excessive licence que la plupart du monde se permet, c'est-à-dire qu’ils prennent à la volée tout ce qui se présente à eux, et butinent légèrement çà et là. Religion, donc comporte plutôt comme une retraite et une discrétion mesurée et bien fondée. La vraie piété, en effet, pour avoir certaines décisions fermes, se recueille en ses limites. De la même manière, il me semble que le nom de superstition vienne de ce que l’on ne se contente pas de ce qui est ordonné par Dieu, la superstition consistant à faire un amas superflu de choses vaines. »

— Jean Calvin, L'institution de la religion chrétienne, 1541, §66.

## Discussions modernes sur les étymologies

### Les étymologies dans les dictionnaires et les manuels duXIXesiècle
Au début du XIXe siècle la question de l'étymologie semble avoir été l'objet de quelques confusions. Ainsi en 1827, dans ses Leçons sur la philosophie de la religion, Hegel affirmait que l'étymologie donnée par Cicéron était tout à fait dans l'esprit des Romains, et qu'à ce titre elle caractérisait bien leur religion, cependant il attribuait à Cicéron l'étymologie religare qui est de Lactance. Dans des dictionnaires et des manuels du début du XIXe siècle l'étymologie religare est aussi revenue au premier plan tandis que l'étymologie relegere était parfois omise. Par exemple dans un Dictionnaire étymologique de la langue française établit par un membre diverses académies des lettres et paru en 1829, la religion est ainsi définie : 

« Religion, culte rendu à la divinité ; foi, croyance aux mystères, aux objets de ce culte ; chose à laquelle on se croit indispensablement obligé. Du latin religio, dont la racine est ligare, lier, attacher, qui a formé religare, lier plus fortement. »

— Jean-Baptiste-Bonnaventure de Roquefort, Dictionnaire étymologique de la langue française, 1829.
L'étymologie religare qui est ici admise, de manière semble-t-il indiscutable, est la même que celle qui est alors enseignée au catéchisme, que ce soit dans chez les protestants ou chez les catholiques, où l'on apprend que « la religion est ce qui relie l'homme à Dieu ». Ainsi, l'Abbé Guillois, dans son explication du catéchisme écrit :

« Que faut-il entendre par religion ? Réponse - La religion, suivant la force du terme, est le lien qui attache l’homme à Dieu. Explication. – Le mot religion dérive, selon Lactance du mot religare, qui signifie lier. Généralement adoptée, cette étymologie fait naître l’idée d’un accord réciproque entre Dieu et l’homme, et, par là même, met en lumière le vrai caractère de la religion, le seul qui conduise à une conception exacte de l’idée exprimée par le mot, celle du lien mystérieux qui unit l’homme à la divinité. »

— Ambroise Guillois, Explication du catéchisme, 1869.
Au milieu du XIXe siècle la question des étymologies est étudiée plus précisément et les voix qui se prononcent en faveur de l'étymologie relegere se font plus nombreuses. Deux dictionnaires français-latin dont les articles religion allaient en ce sens furent ainsi successivement publiés sur la base des travaux du philologiste allemand Wilhelm Freund (1806-1894). Le premier est celui de Jean-François-Napoléon Theil qui paraît en 1852. Le dictionnaire faisant référence en français et qui est couramment appelé « le Freund », est le Grand dictionnaire de la langue latine paru en 1865. Avec plus de 2700 pages réparties dans trois volumes grand format, il reste le plus complet des dictionnaires latin-Français. L'article religio affirme une préférence pour l'étymologie relegere tout une produisant un relevé de la quasi-totalité des occurrences du terme religio dans la littérature latine antique. En 1885 le dictionnaire étymologique de Bréal et Bailly situe sans ambiguïté le mot religio parmi ceux formés sur legere et non pas ligare. Ces outils de travail ont renversé l'opinion majoritaire sur l'étymologie de religion dans les études francophones. D'autre part, le terme qui y est le plus fréquemment proposé pour traduire religio est « scrupule ».
En 1907, dans un livre de vulgarisation, Salomon Reinach a proposé de définir la religion comme « scrupule » en conclusion d'un raisonnement qui commence par l'examen des étymologies. Son raisonnement suit le plan des articles de dictionnaire de latin. Il commence par rejeter l'étymologie religare en écrivant : « C'est à tort qu'on a voulu dériver religio de religare « relier », comme si la religion était essentiellement le lien qui rattache la divinité à l'homme. » Il se montre par contre favorable à « celle que recommandait déjà Cicéron : religio vient de relegere, qui s'oppose à neglegere, comme le soin vigilant (nous disons : un soin religieux) au laisser-aller et à la négligence. » Y joignant l'examen du sens que pouvait avoir le terme religion dans différentes occurrences anciennes, il conclut que la religion est : « Un ensemble de scrupules qui font obstacle au libre exercice de nos facultés ».
Côté allemand, la réflexion sur l'étymologie marquée d'une préférence pour celle de relegere s'est poursuivie avec Walter F. Otto (1874-1958) et Johann Baptist Hofmann (de) (1886-1954). C'est dans la lignée de leurs travaux que Jacques Derrida a situé les positions tenues par Émile Benveniste en 1965 dans le Vocabulaire des institutions indo-européennes.

### Arguments pour ou contre l'une ou l'autre étymologie

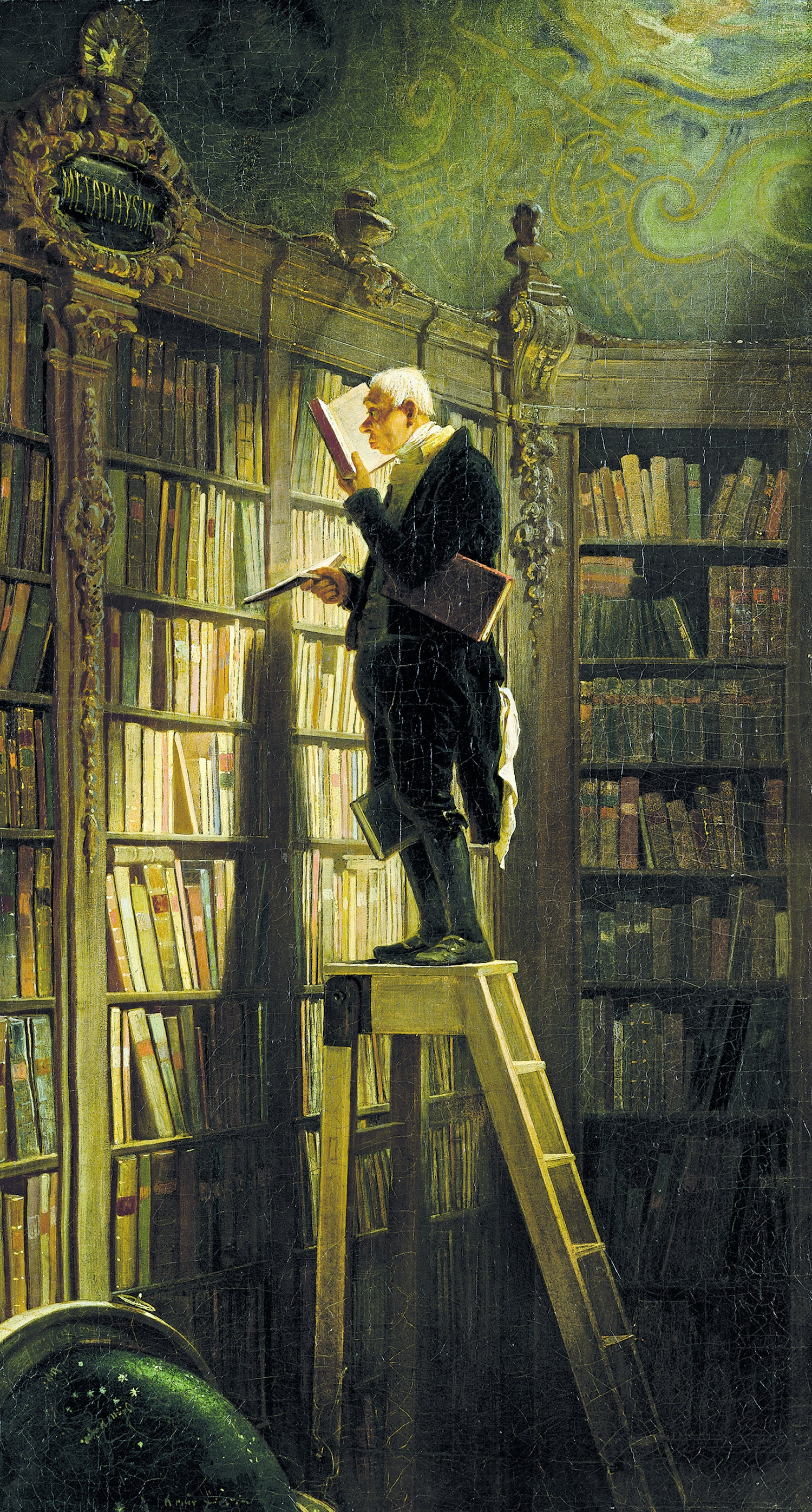
Dans une bibliothèque, Carl Spitzeg, 1850

Le débat sur l'étymologie est souvent présenté comme ayant lieu « depuis l'Antiquité ». Entre l'Antiquité et l'époque moderne, le fait qu'il y ait plusieurs étymologies n'avait cependant pas posé de problème tandis que les traces d'un débat dans l'Antiquité sont peu nombreuses. Seul Lactance s'est explicitement opposé à l'étymologie de Cicéron, tandis qu'Augustin a jugé nécessaire de se justifier d'avoir employé l'étymologie religare alors qu'il estimait « autorisée » celle de relegere. Enfin, dans son commentaire de l’Énéide, Servius a mentionné l'étymologie religare plutôt que celle de Cicéron.
En 1853, l'article Religio du dictionnaire de Napoléon Thiel signalait cependant que Lactance, Servius et Augustin avaient « combattu » l'étymologie de Cicéron. Cette exagération ne se trouve pas dans le Freund qui indique plutôt que « les anciens étaient partagés », que Lactance, Servius, Augustin « font dériver religio de religare » et que « les étymologistes modernes adoptent de préférence » l'étymologie religare. 
Se présentant comme des sommes d'érudition, les dictionnaires publiés à la fin du XIXe siècle ont fait aussi appel à des passages d'œuvres latines antiques qui n'avaient pas été envisagés jusque-là comme relevant d'un débat sur les étymologies. En plus de Cicéron, Lactance et Augustin, ces articles « Religio » mentionnent ainsi des passages de Lucrèce, et Aulu-Gelle comme des arguments du débat. Ces auteurs n'ont fait état d'aucune étymologie de religion mais leurs écrits sont invoqués « pour » ou « contre » l'une ou l'autre étymologie parce qu'il s'y trouve des phrases à propos de la religion qui, lues dans leur contexte, permettent de penser que l'une ou l'autre hypothèse est plus probable. Émile Littré a fait remarquer à ce sujet que la même œuvre a pu être invoquée en faveur de l'une ou l'autre position. C'est le cas des Nuits Attiques d'Aulu-Gelle dont deux passages permettent de plaider dans un sens ou dans l'autre. 
En faveur de l'étymologie relegere, le Freund et le Littré mentionnent un vers ancien, rapporté et commenté par Aulu-Gelle dans Les Nuits Attiques : « religentem esse oportet, religiosum nefas ». Il n'y a aucune hypothèse étymologique ni dans ce vers, ni dans ses commentaires par Aulu-Gelle, mais, puisque l'étymologie relegere offre une hypothèse de traduction acceptable, ce vers est retenu comme un argument en faveur de l'étymologie de Cicéron. Ensuite, bien qu'il préférait l'étymologie religare et qu'il ait été présenté comme un adversaire de l'autre étymologie, c'est Augustin qui a laissé le principal argument en faveur de l'étymologie relegere/religere en affirmant qu'elle se trouvait dans des « études autorisées de la langue latine ».
En faveur de l'étymologie religare, outre son attestation formelle chez Servius, Émile Littré signale un passage des Nuits Attiques où Aulu-Gelle a écrit que le peuple pourrait se « lier » (alligare) à une fausse religion en nommant un dieu au lieu d'un autre. Toujours en faveur de l'étymologie religare il est possible de faire valoir un vers de Lucrèce où il est question des « nœuds de la religion » et qui incite à penser la religion comme étant de l'ordre des liens : « Artis religionum animum nodis exolvere prego. » Le Freund traduit : « Je cherche à libérer les âmes des liens étroits de la religion. » Ce vers est de quelques années plus ancien que le texte dans lequel Cicéron donne son étymologie. 
Tout en affirmant sa préférence pour l'étymologie relegere, le Freund révoque un argument produit contre l'étymologie de religare : selon les lois de la dérivation des mots latins à partir de leur racine, le verbe religare aurait dû donner religatio et non pas religio de même que cogitare a donné cogitatio et non pas cogitio. Si cet argument était exact, il disqualifierait l'étymologie religare. Il existe cependant en latin de nombreuses exceptions à la règle envisagée, ainsi religare aurait pu donner religio de même que optare a donné optio et non pas optatio.

### Émile Benveniste et l'invention d'une idée de religion par les chrétiens
Émile Benveniste (1902-1976) s'est intéressé à l'origine du terme religion dans Le vocabulaire des institutions indo-européennes publié en 1967. Il y commente les étymologies de Cicéron et de Lactance qui, dans son interprétation, correspondent à deux conceptions concurrentes de la religion. Benveniste combat ainsi l'étymologie religare qu'il dit « historiquement fausse » et « inventée par les chrétiens ». Selon Jean Grondin c'est « parce qu'il l'estime chrétienne » qu'Émile Benveniste combat l'étymologie religare. 
L'opposition identifiée par Benveniste entre une conception romaine et une conception chrétienne de la religion repose sur une distinction entre deux types de subjectivités. La première, celle des Romains et dont relève l'étymologie de Cicéron, serait de l'ordre d'une reprise sur soi. La seconde serait tournée vers l'autre, la religion étant présentée par « les chrétiens » comme le lien avec cet autre. Benveniste envisage ainsi à partir de l'étymologie relegere une religion comme une démarche de recueillement. La « relecture » est en ce sens une manière de recueillir par les yeux et une attention méticuleuse à ce que l'on fait. La subjectivité de la religion romaine est prise aussi à partir du verbe retractare synonyme de relecture ou de révision et employé par Cicéron lorsqu'il présente son étymologie. La conception chrétienne de la religion, celle qui selon Benveniste correspond à l'étymologie religare, serait quant à elle de l'ordre de l'obligation, du lien d'attachement et de dépendance par rapport à la divinité. L'opposition entre ces deux manières d'être religieux est argumentée sur la base de l'opposition qu'expriment les expressions « votre religion » et « notre religion » et que l'on trouve sous les plumes d'Arnobe et de Tertullien. 
Ce qu'a écrit Benveniste a eu une influence importante dans la mesure où il a été fréquemment cité par des études qui s'appuient sur son autorité pour opposer les étymologies de Cicéron et de Lactance. C'est par exemple le cas de l'article « Religion » de l’Encyclopaedia Universalis qui explique que « À la suite de Lactance, de Tertullien, les auteurs chrétiens se plaisent à expliquer le latin religio par les verbes ligare, religare, lier, relier. [...] Une autre origine est plus probable, signalée par Cicéron, appuyée de son autorité. Religio se tire de legere, cueillir, ramasser, ou de religere, recueillir, recollecter. »
En 1998, Daniel Dubuisson, dans L'Occident et la religion, s'opposait à l'idée selon laquelle l'étymologie relegere recèlerait le sens premier ou primordiale de la religion. Selon Daniel Dubuisson le succès des étymologies dans les discours modernes sur la religion relève d'une naïveté selon laquelle il serait possible de découvrir dans l'origine d'un mot un sens premier et univoque. Il juge cette façon de procéder « peu scientifique » car cela revient à postuler que ce terme pourrait avoir une signification intemporelle et idéale, sans égards suffisants pour l'histoire et ce qui s'y passe. Une observation similaire a été faite par Jacques Derrida qui considère à ce sujet que « rien ne se règle à la source ». Cependant, c'est en se référant à Benveniste que Daniel Dubuisson développe la thèse d'une invention chrétienne de l'idée de religion et de sa spécificité occidentale. Il affirme ainsi que « la religion en tant que concept désignant, selon l'énergique définition de Benveniste, un « domaine distinct », profondément distinct, radicalement différent de ce qui l'entoure, est une création exclusive et originale des premiers penseurs chrétiens de langue latine. »

### Jacques Derrida contre Emile Benveniste
Jacques Derrida a parlé d'une « inconséquence logique » à propos des analyses de Benveniste sur les étymologies. Selon Derrida, en cherchant à décrire ce que signifiait le terme ancien de religio, Benveniste entendait y discerner « l'essentiel » de la religion tout en affirmant qu'à cette époque le terme religion ne signifiait pas ce qui sera entendu plus tard comme religion. S'il était possible de suivre les démonstrations de Benveniste, il faudrait tenir que la notion de religion dont la nature est de ne pas avoir d'appellation unique et constante s'est toujours appelée religion ; que le terme latin religio est absolument sans équivalent bien qu'il soit équivalent au grec treskéia ; ou encore, que la notion n'ait pas de « sens propre » bien que Benveniste juge de ce qui est vrai ou faux dans cette notion en fonction d'un sens propre qu'il établit à partir de l'étymologie relegere. 
D'après Jacques Derrida, l'opposition établie par Benveniste ne permettrait pas de distinguer deux sortes de religions : celle marquée par le christianisme et celle d'avant, mais reviendrait à séparer les termes dans lesquels se posent la problématique de la religion. L'essentiel de la religion des Romains que Benveniste a opposé à la conception chrétienne de la religion serait aussi l'essentiel de la religion chrétienne comme de n'importe quel phénomène pensé comme religion. Pour Derrida, ce que Benveniste a décrit comme religion des Romains d'une part et religion des chrétiens d'autre part correspondent ainsi aux pôles à partir desquels se pense, de toute façon, la religion, comme les foyers d'une même ellipse ou comme « deux sources » qui mêlent leurs eaux : « Quiconque ne reconnaîtrait ni la légitimité de ce double foyer ni la prévalence chrétienne qui s'est imposée à l'intérieur même de la dite latinité devrait refuser les prémisses même d'un tel débat ». Ainsi, la ligne de démarcation établie par Benveniste entre « religion des Romains » et « religion chrétienne » pour situer le christianisme dans un camp et pouvoir l'affronter, passerait au milieu de l'une et de l'autre plutôt qu'entre les deux. Dans le même sens, Jean Greisch considère que la double étymologie fournit « la matrice » de toute réflexion sur la religion.
Jacques Derrida considère qu'Émile Benveniste a pu tirer d'une étude des mots latins deux conceptions radicalement distinctes et opposées de la religion parce qu'il a fait « semblant de savoir » ce qu'ils signifient exactement : 

« La tentation de croire au savoir, ici par exemple la précieuse autorité de Benveniste, ne saurait aller sans quelques craintes et tremblement. Devant quoi ? Devant une science reconnue, sans doute, et légitime et respectable, mais aussi devant la fermeté avec laquelle, s'autorisant sans trembler, lui, de cette autorité, Benveniste (par exemple) avance avec le couteau tranchant de la distinction assurée. »

— Jacques Derrida, Foi et savoir, p.49
. 
Pour Jacques Derrida la prétention de Benveniste à identifier le « disparu » ou « l'essentiel qui reste » des conceptions anciennes de la religion situait à ses yeux « les abîmes au-dessus desquels un grand savant s'avance d'un pas tranquille, comme s'il savait de quoi il parle, mais aussi en avouant qu'il n'en sait au fond pas grand-chose ». Derrida estime néanmoins que le projet de Benveniste était, malgré les problèmes qu'il soulève, de penser une idée de religion d'avant l'idée de religion pour pourvoir « penser une situation dans laquelle, comme ce fut un jour le cas, il n'existera peut-être plus, comme il n'existait encore pas de terme indo-européen commun pour religion ».

### Autres critiques de Benveniste et nouvelles perspectives sur les étymologies
Comme Emile Benveniste, John Scheid oppose une conception chrétienne de la religion à un concept de religion qui permettrait de penser la religion des Romains. Il entend à cet égard débarrasser l'étude de la religion des Romains de ses « préjugés chrétiens ». Cependant, contrairement à Benveniste et aux dictionnaires de latin, pour qui la religio des Romains est essentiellement de l'ordre du scrupule de conscience, John Scheid attribue au christianisme de penser la religion selon la subjectivité et le sentiment, tandis qu'il veut pouvoir penser la religion des Romains de l'époque républicaine comme religion civile, la situant dans la sphère du lien social, du devoir et des obligations rituelles. Pour John Scheid, « la crainte superstitieuse individuelle de certains Romains, que tous les citoyens pieux et bien-pensant condamnaient » n'a rien à voir avec « la religio proprement dite ». 
Jean Grondin a fait remarquer que Benveniste semble déduire l'idée de « scrupule » ou de « scrupule de conscience » directement de l'étymologie de Cicéron. Il constate aussi que cette association d'idées est « inlassablement répétée à la suite d'Emile Benveniste » bien qu'il ne soit nulle part question de « scrupule » dans le texte de Cicéron. Jean Grondin invite donc à « relire attentivement » ce qui concerne l'étymologie relegere dans l'œuvre de Cicéron et à ne pas confondre cette étymologie avec une définition donnée par Cicéron.
Jean Greisch s'est interrogé sur la façon dont l'idée de scrupule pouvait être réfléchie sur le texte de Cicéron mais il l'envisage d'une manière qui suggère un contre-sens dans l'interprétation de Benveniste. Dans la mesure ou le scrupule est une « petite chose » qui arrête quelqu'un et l'empêche d'avancer, - en latin un scrupulus est un petit caillou pointu ou le vingtième d'une once - c'est plutôt, d'après Jean Greisch, le superstitieux dont parle Cicéron qui devrait être dit scrupuleux, tandis que les scrupules du superstitieux seraient précisément ce qui le distinguerait du religieux, ce dernier pouvant être dit consciencieux mais pas scrupuleux. 
Dans un sens proche des analyses de John Scheid sur la religion des Romains, Pierre Gisel, évoque l'étymologie relegere comme relevant d'une religiosité « sans reprise sur soi ni engagement croyant ». Pour Pierre Gisel, la relecture dont il est ici question est une vérification des rites effectués. Quant à l'étymologie de Lactance, elle exprime, selon Pierre Gisel la disposition de la religiosité à l'époque de Lactance, une religiosité dont fait partie le christianisme. Pierre Gisel dispose en faveur de ses interprétations, d'un changement de perspective dans l'appréciation de ce qu'est une étymologie. Une hypothèse étymologique peut ne pas être considérée comme relevant du sens premier et originel d'un terme car si la signification d'un mot se forge dans l'histoire, « sa signification la plus originelle se trouver pas dans le passé » mais dans les usages courants. Ainsi l'hypothèse étymologique est « vraie », dans la mesure où elle renvoie à l'usage courant. 
Selon Richard King :

« Il n'est pas possible d'attribuer seulement à Lactance la transformation chrétienne du sens du terme religion, car son étymologie (comme toute étymologie) est une tentative de justifier l'usage courant du mot en respectant des conventions de langage établies depuis longtemps. Il faut donc reconnaître que Lactance a pourvu le terme religio de fondations étymologiques après coup, comme Cicéron l'avait fait avant lui, car ses écrits sont autre chose qu'un effort d'imagination visant à codifier et légitimer les usages et les pratiques des chrétiens à partir d'une origine étymologique supposée. »

— Richard King, Orientalism and Religion, p.37

## Compléments

### Répertoire des sources de l'étymologie de religion
Cicéron
- De la nature des dieux, II, 28, 71.

Lactance
- Les Institutions divines, IV, 27, 3-16.
- Epitomé des Institutions divines, 64,5

Maurus Servius Honoratus
- Commentaire de l'Énéide, Livre VIII, 349. « religio id est metus, ab eo quod mentem religet dicta religio. »

Augustin d'Hippone
- La Cité de Dieu, livre X, §3.
- Les Rétractations, livre I, §13,9.
- De la Vraie Religion, §55 ; §111 et §113.
- Quant. Anim., 36,80.

Isidore de Séville (env.565 - 636)
- Les étymologies, Livre VII, chap. II, 1-7

Thomas d'Aquin
- Somme de Théologie, IIa IIae, Q.81.

Jean Calvin
- Institution de la religion chrétienne, 66.